# Меган Агоста-Марсіано
Меган Агоста-Марсіано (англ. Meghan Agosta-Marciano; 12 лютого 1987 року, Віндзор, Онтаріо, Канада) — канадська хокеїстка. Триразова Олімпійська чемпіонка (2006, 2010, 2014), дворазова чемпіонка світу (2007, 2012), чотириразова віцечемпіонка світу.